# Чемпионат Албании по волейболу среди женщин
Чемпионат Албании по волейболу среди женщин — ежегодное соревнование женских волейбольных команд Албании. Проводится с 1946 года.
Соревнования проходят в двух дивизионах — А1 и А2. Организатором чемпионатов является Албанская федерация волейбола.

## Формула соревнований (дивизион А1)
Чемпионат в дивизионе А1 в сезоне 2024/25 проводился в два этапа — предварительный и плей-офф. На предварительном этапе команды играли в два круга. 6 лучших вышли в плей-офф (1-я и 2-я — напрямую в полуфинал) и далее по системе с выбыванием определили двух финалистов, которые разыграли первенство. Серии матчей проводились до двух (в четвертьфинале и полуфинале) и до трёх (в финале) побед одного из соперников.
За победу со счётом 3:0 и 3:1 команды получают 3 очка, 3:2 — 2 очка, за поражение со счётом 2:3 — 1 очко, 0:3 и 1:3 — 0 очков.
В чемпионате 2024/25 в дивизионе А1 участвовали 8 команд: «Скендербеу» (Корча), «Тирана», «Партизани» (Тирана), «Поградеци» (Поградец), «Динамо» (Тирана), «Теута» (Дуррес), «Влазния» (Шкодер), «Барлети Воллей» (Тирана). Чемпионский титул выиграла «Тирана», победившая в финальной серии «Скендербеу» 3-0 (3:0, 3:1, 3:1). 3-е место занял «Партизани». 

## Чемпионы
| - 1946 «17 Нентори» Тирана - 1947 «Влазния» Шкодер - 1948 «17 Нентори» Тирана - 1949 «Дурреси» Дуррес - 1950 «Тирана» - 1951 «Пуна» Тирана - 1952 «Пуна» Тирана - 1953 «Студенти» Тирана - 1954 «Партизани» Тирана - 1955 «Пуна» Тирана - 1956 «Студенти» Корча - 1957 «Пуна» Шкодер - 1958 «Скендербеу» Корча - 1959 «17 Нентори» Тирана - 1960 «Влазния» Шкодер - 1961 «17 Нентори» Тирана - 1962 «17 Нентори» Тирана - 1963 «17 Нентори» Тирана - 1964 «17 Нентори» Тирана - 1965 «Флямуртари» Влёра - 1966 «17 Нентори» Тирана - 1967 «17 Нентори» Тирана - 1968 переход на систему розыгрыша осень-весна - 1969 «17 Нентори» Тирана - 1970 «Студенти» Тирана - 1971 «Студенти» Тирана - 1972 «Скендербеу» Корча - 1973 «Скендербеу» Корча - 1974 «Динамо» Тирана - 1975 «Динамо» Тирана - 1976 «Динамо» Тирана - 1977 «Динамо» Тирана - 1978 «Динамо» Тирана - 1979 «Динамо» Тирана - 1980 «Динамо» Тирана - 1981 «Динамо» Тирана - 1982 «Динамо» Тирана - 1983 «Динамо» Тирана - 1984 «Динамо» Тирана - 1985 «Скендербеу» Корча | - 1986 «Скендербеу» Корча - 1987 «Динамо» Тирана - 1988 «Динамо» Тирана - 1989 «Динамо» Тирана - 1990 «Динамо» Тирана - 1991 «Динамо» Тирана - 1992 «Тирана» - 1993 «Люшня» - 1994 «Тирана» - 1995 «Динамо» Тирана - 1996 «Люшня» - 1997 «Люшня» - 1998 «Люшня» - 1999 «Теута» Дуррес - 2000 «Теута» Дуррес - 2001 «Теута» Дуррес - 2002 «Динамо» Тирана - 2003 «Студенти» Тирана - 2004 «Динамо» Тирана - 2005 «Студенти» Тирана - 2006 «Теута» Дуррес - 2007 «Динамо» Тирана - 2008 «Тирана» - 2009 «Тирана» - 2010 «Тирана» - 2011 «Минатори» Рёшен - 2012 «Минатори» Рёшен - 2013 «УМБ Воллей» Тирана - 2014 «УМБ Воллей» Тирана - 2015 «Барлети Воллей» Тирана - 2016 «Барлети Воллей» Тирана - 2017 «Барлети Воллей» Тирана - 2018 «Партизани» Тирана - 2019 «Партизани» Тирана - 2020 чемпионат не завершён. Итоги не подведены - 2021 «Партизани» Тирана - 2022 «Скендербеу» Корча - 2023 «Партизани» Тирана - 2024 «Скендербеу» Корча - 2025 «Тирана» |